# Didymodon pallidobasis
Didymodon pallidobasis là một loài Rêu trong họ Pottiaceae. Loài này được (Dixon) X.J. Li & Z. Iwats. mô tả khoa học đầu tiên năm 2001.